# نشانگان گشویند
نشانگان گِشویند یا گستات-گشویند به گروهی از رفتارهایی گفته می‌شود که در افراد دچار صرع لوب گیجگاهی یا temporal lobe epilepsy مشاهده می‌شود. نام این نشانگان از نام نخستین کشف کننده آن یعنی نورمن گشویند، عصب‌شناس آمریکایی که از ۱۹۷۳ تا ۱۹۸۴ بسیار در رابطه با آن نگاشت، گرفته شده‌است. بر سر اینکه این نشانگان یک اختلال عصب‌روانشاختی باشد، مناقشه وجود دارد. اختلال صرع لوب گیجگاهی موجب می‌شود شخصیت فرد به آرامی و در گذر زمان دچار دگرگونی‌های ناشی از غش کردن‌های پرشمار گردد که شدت این دگرگونی‌ها، هرچه فرد به میان‌سالی و پیری نزدیک‌تر می‌شود، افزون می‌گردد. نشانگان گشویند شامل ۵ دسته دگرگونی شخصیتی است که عبارتند از بیش‌نویسی یا hypergraphia، بیش‌دین‌گرایی یا hyperreligiosity، رفتار جنسی نامتعارف، حاشیه‌پردازی یا circumstantiality و زندگی روانی تشدید شده. برای تشخیص‌گذاری لزومی ندارد هر ۵ نشانه در فرد حاضر باشد. تنها برخی افراد دچار صرع یا صرع لوب گیجگاهی، ویژگی‌های نشانگان گشویند را دارا هستند.

## نشانه‌ها

### بیش‌نویسی
بیش‌نویسی یا هایپرگرافیا به تمایل بسیار زیاد برای نوشتن یا نقاشی کردن گفته می‌شود. این نشانه در افراد مبتلا به صرع لوب گیجگاهی که دچار غش‌های پرشمار بوده‌اند، دیده شده‌است. افراد دچار اختلال بیش‌نویسی، در نوشته‌هایشان بسیار به ریزه‌کاری‌ها توجه نشان می‌دهند. این افراد به‌طور معمول حوادث روزمره زندگیشان را یادداشت می‌کنند. در برخی موارد، این افراد علاقه بسیاری به نوشتن از مسائل مذهبی و دینی دارند. اغلب نیز دست‌خط این افراد بسیار بد است. نویسنده مشهور روسی، فیودور داستایفسکی که از صرع رنج می‌برد نیز نشانه‌هایی از نشانگان گشویند بروز می‌داد که یکی از آن‌ها، بیش‌نویسی بود. گاهی اختلال بیش‌نویسی به صورت نقاشی کردن‌های اجباری ظهور پیدا می‌کند. این نقاشی‌ها به‌طور عموم دارای ریزه‌کاری‌ها و طرح‌های تکرار شونده هستند و گاهی نیز فرد نوشته‌هایی را درون نقاشی خود جای می‌دهد.

### بیش‌دین‌گرایی
برخی افراد مبتلا به نشانگان گشویند دچار بیش‌دین‌گرایی یا هایپررلیجیاستی هستند که در آن، فرد از خود احساسات و علائق شدید فلسفی و دینی بروز می‌دهد. همچنین بیماران دچار صرح جزئی لوب گیجگاهی که بسیار هاله می‌بینند و این هاله‌دیدن‌های بسیار را به گونه‌ای تجربه اسرارآمیز روحی و مقدس تلقی می‌کنند، داشتن این گونه تجربه‌های معنوی هنگام یا پس از حمله صرع را بیش‌تر گزارش می‌کنند. برخی افراد حتی در این هاله‌دیدن‌ها، دچار گونه‌ای نشئگی یا به وجد آمدگی می‌گردند. گزارش شده که بسیاری از رهبران مذهبی، به‌طور مثال محمد، پیامبر اسلام نشانه‌های این گونه از صرع را از خود بروز داده‌اند. این گونه تجربه‌ها و احساسات قدسی و فراطبیعی، می‌تواند انگیزه و پایه بسیاری از باورهای مذهبی افراد در ادیان مختلف همچون وودو، مسیحیت، اسلام، و دیگر ادیان، باشد. به علاوه، نشانگان گشویند، «در فردی که دارای پیشینه مذهبی بودن شدید یا همان بیش‌دین‌گرایی بوده باشد، ممکن است به صورت متضاد، یعنی خداناباوری شدید، بروز پیدا کند». تغییر دین در برخی از این بیماران مشاهده شده‌است. برخی بیماران نیز توداری مذهبی پیشه کرده و هنگامی که از آن‌ها در رابطه با دین یا مذهبشان پرسیده شده، گفته‌اند که به هیچ دینی اعتقاد ندارند. یک پژوهش‌گر نیز اظهار داشته که رابطه میان صرع لوب گیجگاهی و بیش‌دین‌باوری «آن‌قدرها واضح نیست».

### رفتار جنسی نامتعارف
افراد دچار نشانگان گشویند، رفتارهای جنسی نامتعارفی از خود بروز می‌دهند. به تقریب، نیمی از افراد دچار نشانگان گشویند، نشانه‌های کم‌فعالیتی جنسی یا hyposexuality را از خود بروز داده‌اند. مواردی هر چند ناچیز از بیش‌فعالیتی جنسی در میان این افراد گزارش شده‌است.

### حاشیه‌پردازی
افراد حاشیه‌پرداز مایلند به‌طور مداوم و طولانی و به گونه‌ای که طرف مقابل را اقناع کنند، سخن برانند.

### زندگی روانی تشدید شده
یکی از ویژگی‌های نشانگان گشویند، زندگی روانی تشدید شده‌است که در آن فرد، به محرک‌ها، پاسخ‌های شناختی و احساسی عمیق‌تری می‌دهد. این تمایل ممکن است با بیش‌نویسی عجین شده و فرد را به ایجاد آثار بسیار خلاقانه و دنبال کردن یک هدف به صورت تک‌روانه سوق دهد.